# Amyloïdose
Amyloïdose is een aandoening bij mens en dier die gekenmerkt wordt door een opstapeling van amyloïde. Amyloïdose wordt gekenmerkt door extracellulaire neerslag van eiwitten in abnormale fibrillaire structuren. De stapeling kan zich beperken tot één of enkele organen of weefsels (lokale amyloïdose), maar kan ook gegeneraliseerd voorkomen (systemische amyloïdose).
Gezien de naam zou men kunnen denken dat amyloïd een op zetmeel (amylum) lijkend koolhydraat is. Dat is echter niet zo. Amyloïd is een eiwit. De overeenkomst met zetmeel is dat het met jodium gekleurd kan worden.

## Oorzaak
Bij veel gevallen van amyloïdose is de exacte oorzaak niet bekend. Vaak spelen immunologische stoornissen een rol bij de vorming en opstapeling van amyloïd.
- Bij mensen en dieren is het vaak een bijverschijnsel van chronische ontstekingsprocessen zoals (bij mensen) tuberculose, familiale mediterrane koorts, reumatoïde artritis, ziekte van Crohn of sarcoïdose; ook andere chronische infecties kunnen tot de ziekte leiden. De ontstekingsprocessen kunnen primair of secundair zijn.
- Daarnaast kan amyloïdose voorkomen bij bepaalde tumoren, bijvoorbeeld bij tumoren uitgaande van plasmacellen (bij mensen met de ziekte van Kahler).
- Amyloïdose kan ook voorkomen zonder dat eraan voorafgaande ziekten/aandoeningen voorkomen.
- Er komen ook erfelijke vormen van amyloïdose voor zoals HCHWA-D.

## Therapie
Er bestaat geen specifieke therapie ter verwijdering van het gestapelde amyloïd. Therapeutische ingrepen kunnen alleen gericht zijn op behandeling van eventueel voorkomende met amyloïdose geassocieerde ziekteprocessen.

## Voorbeelden van amyloïdose bij dieren
- Nieramyloïdose bij het rund.
- Gewrichtsamyloïdose bij leghennen.
- Gegeneraliseerde amyloïdose bij pekingeenden.
- Nodulaire cutane amyloïdose en Nodulaire nasale amyloïdose bij het paard.
- Familiaire, waarschijnlijk erfelijke, renale amyloïdose bij de Chinese Shar Pei hond.
- Familiaire systemische amyloïdose bij Siamese katten.
- Amyloïdose van de eilandjes van Langerhans in het pancreas bij katten met diabetes mellitus.
- Amyloïdose bij diverse vormen van prionziekte, bijvoorbeeld bij scrapie bij het schaap.